# Diecezja Mbalmayo
Diecezja Mbalmayo – diecezja rzymskokatolicka w Kamerunie. Powstała w 1961.

## Biskupi diecezjalni
- Joseph-Marie Ndi-Okalla (od 2017)
- Adalbert Ndzana (1987-2016)
- Paul Etoga (1961-1987)